# Frottage
Die Frottage (frz. frotter „reiben“) oder Abreibung geht auf ein altes chinesisches Verfahren zurück, deren künstlerisches Potential von Max Ernst ab 1925 für die Bildende Kunst neu entdeckt und weiterentwickelt wurde. Bei der Frottage wird die Oberflächenstruktur eines Gegenstandes oder Materials durch Abreiben mit Kreide oder Bleistift auf ein aufgelegtes Papier übertragen. Für Max Ernst war die Frottage „ein technisches Mittel, die halluzinatorischen Fähigkeiten des Geistes zu steigern, dass ‚Visionen‘ sich automatisch einstellen, ein Mittel, sich seiner Blindheit zu entledigen“.
Anders als ein „Abklatsch“, ein Abreib-Verfahren zur Wiedergabe gravierter Inschriften, dient die Technik der Frottage nicht der originalgetreuen Reproduktion eines Vorbildes, sondern ist selbst künstlerisches Stilmittel zur Integration vorgefundener Strukturen in ein Tafelbild. Farbflächen erhalten etwa die Struktur von Stoffen, Holzmaserungen, groben Steinplatten, Blättern oder anderem. Frottagetechniken werden meist in Kombination mit anderen künstlerischen Ausdrucksformen wie der Collage angewendet oder ergänzen traditionelle Techniken wie die Öl- oder Aquarellmalerei.
Eine Fortführung dieser Technik mit anderen Mitteln findet man in der Nitrofrottage.

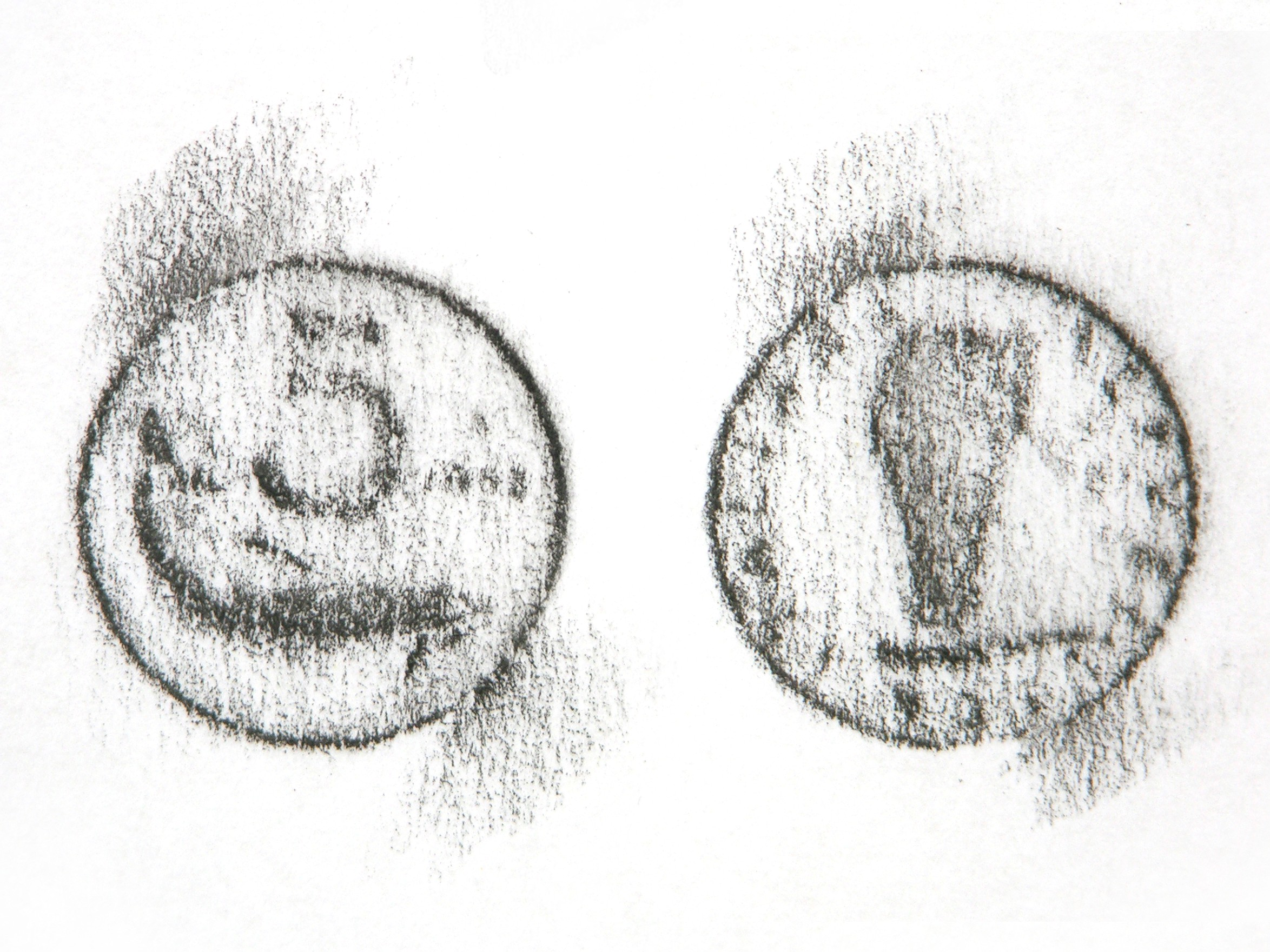
Frottage von Münzen.
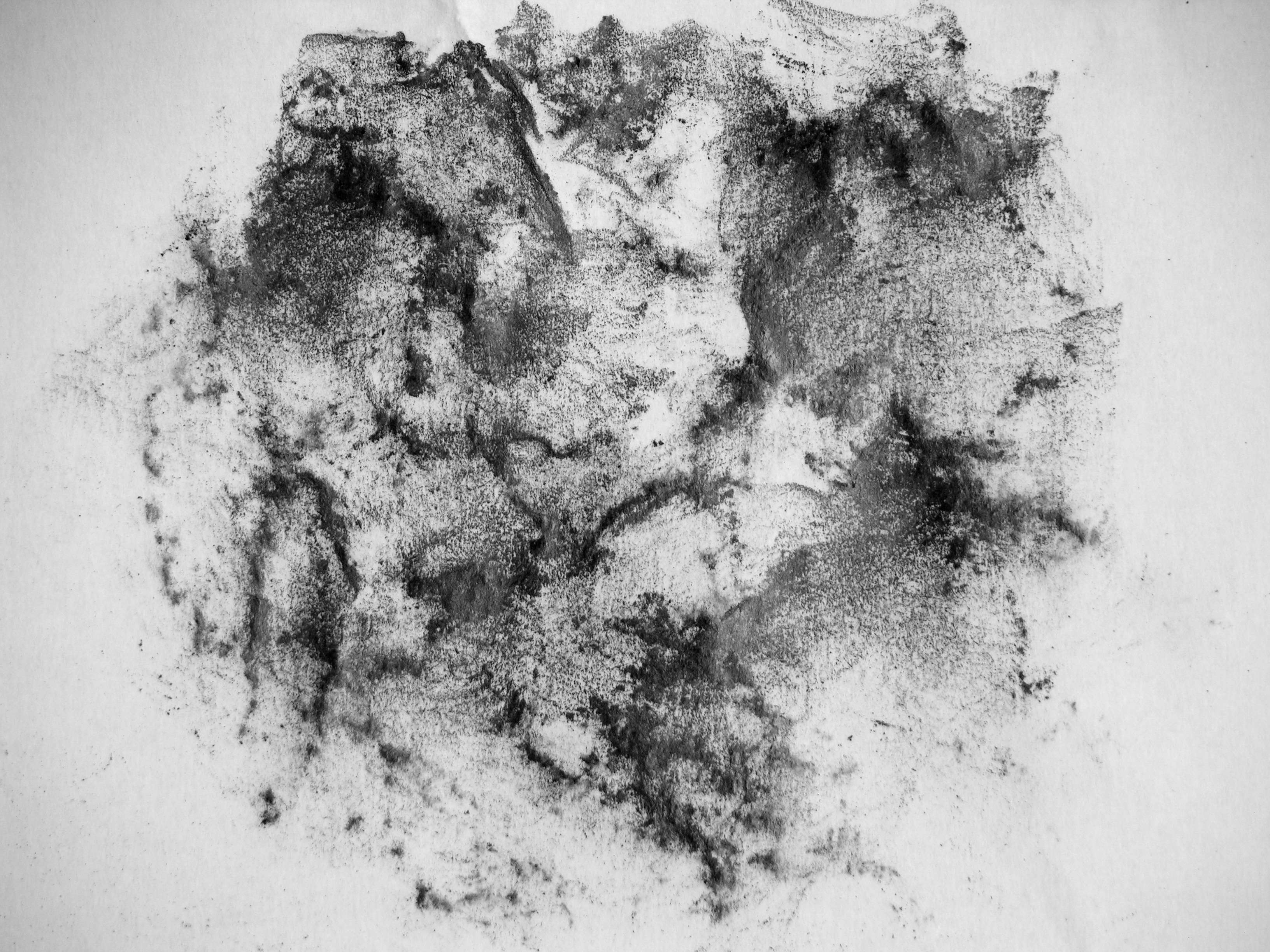
Frottage von Stein.
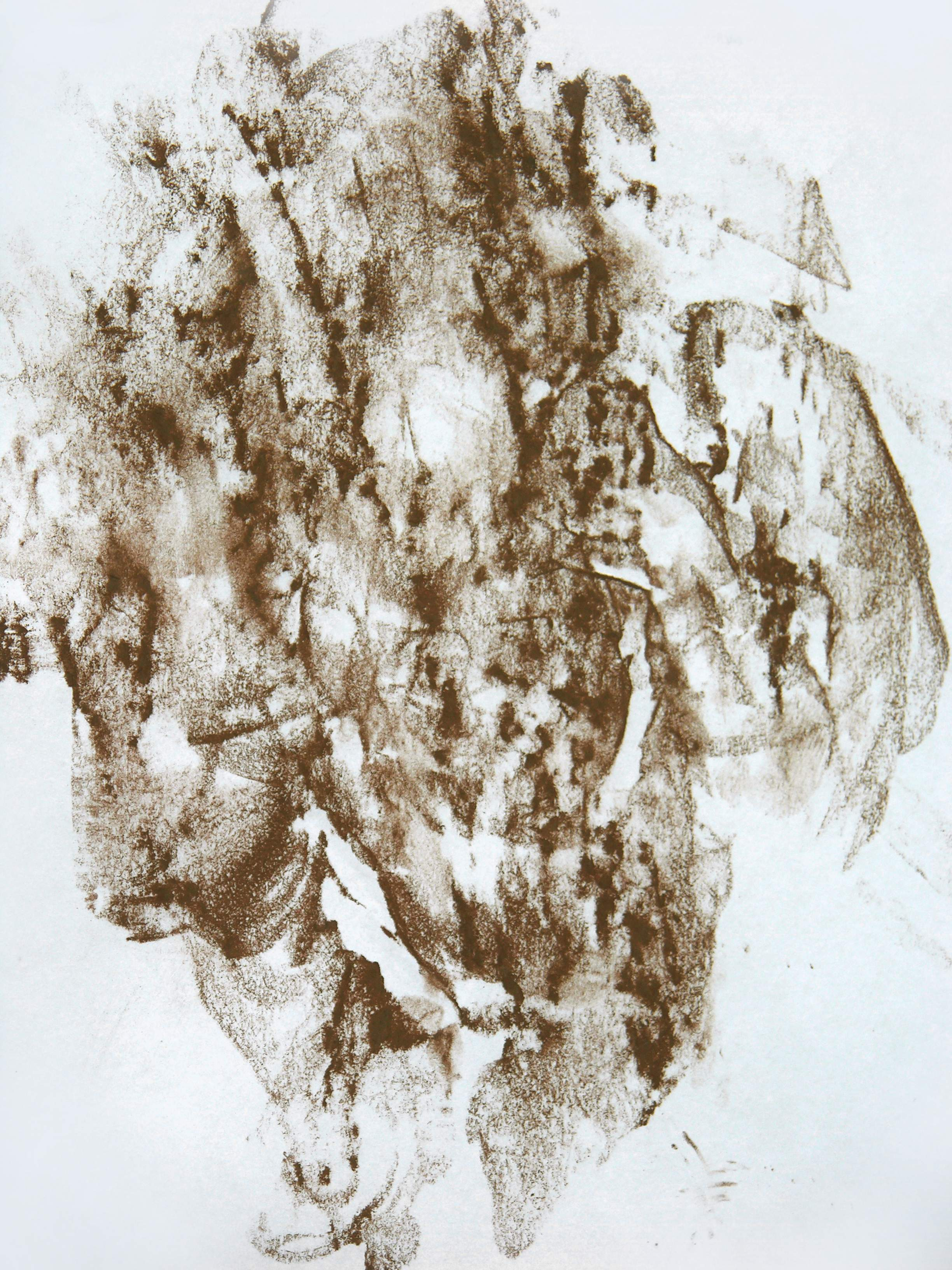
Frottage von Baumrinde.